# Elasmopus spinibasus
Elasmopus spinibasus is een vlokreeftensoort uit de familie van de Maeridae. De wetenschappelijke naam van de soort is voor het eerst geldig gepubliceerd in 1970 door Sivaprakasam.